# Transport kolejowy w Tadżykistanie

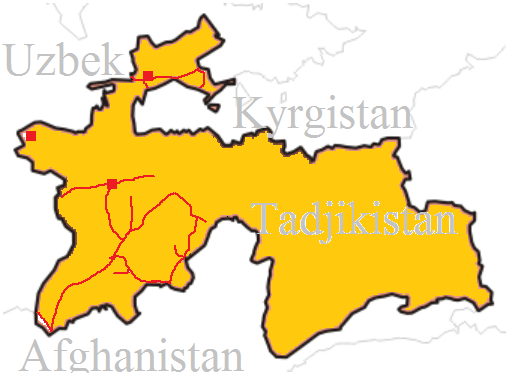
Mapa tadżyckiej sieci kolejowej

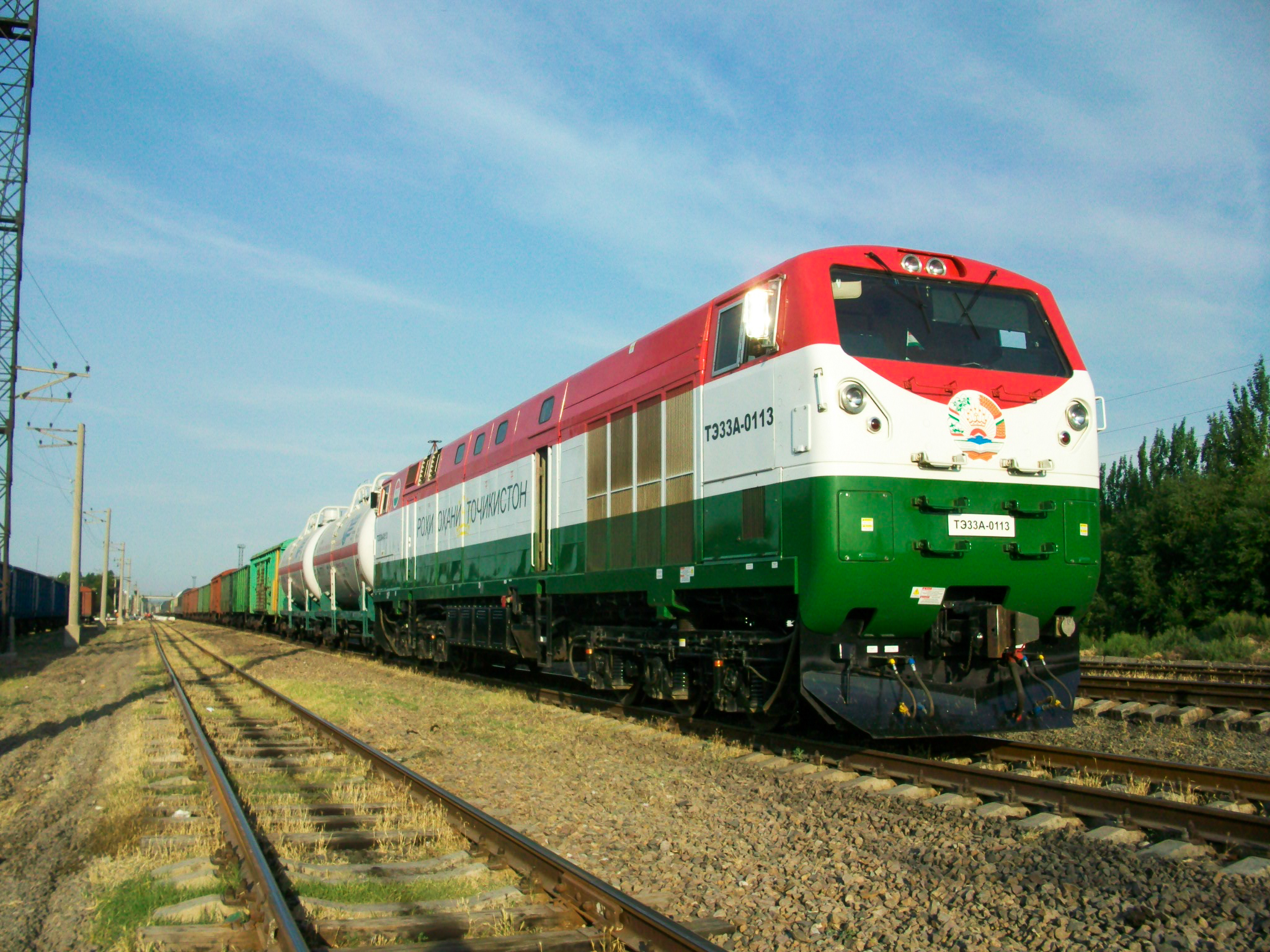
Tadżycki pociąg towarowy prowadzony lokomotywą TE33A

Transport kolejowy w Tadżykistanie – system transportu kolejowego działający na terenie Tadżykistanu.
W Tadżykistanie istnieje 680 km linii kolejowych z czego a km jest zelektryfikowanych. Linie mają szeroki rosyjski rozstaw szyn – 1520 mm. Państwowy przewoźnik to Таджикская железная дорога.
Sieć kolejowa Tadżykistanu składa się z dwóch niepołączonych ze sobą części. Pierwsza jest położona w południo-zachodniej części kraju, druga zaś w północnej.